# Defensas portuarias de las bahías de Manila y Subic

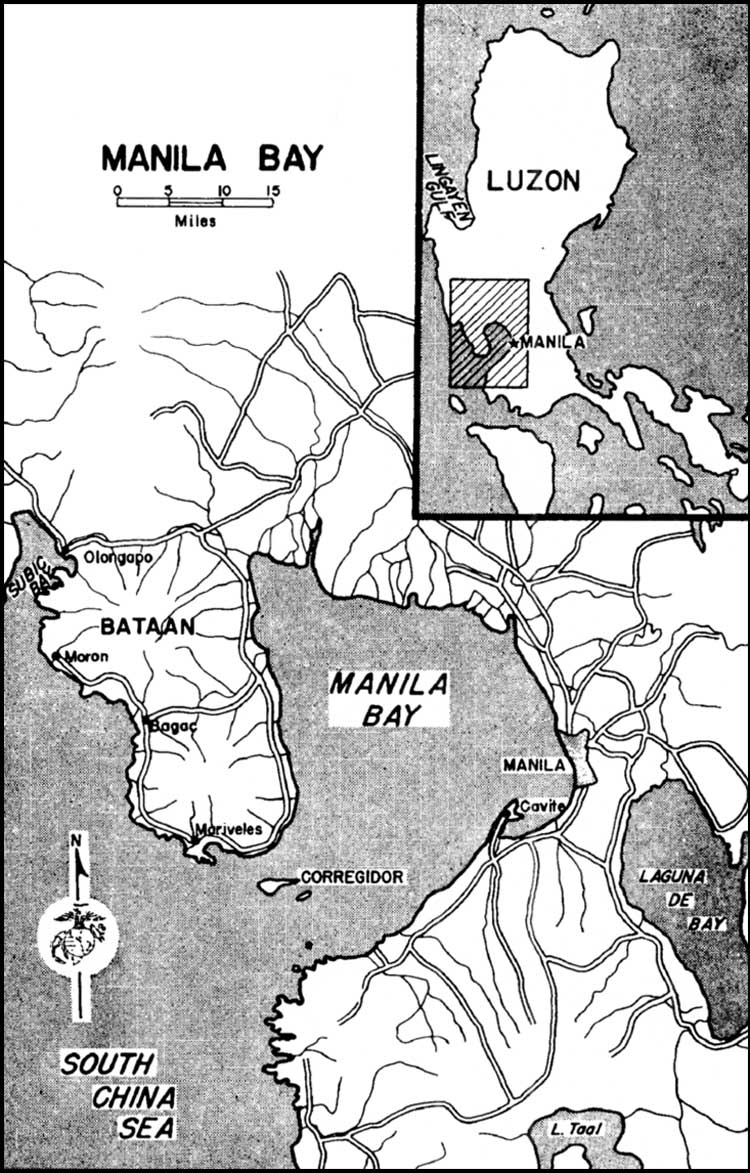
Plano de la bahía de Manila e isla Subic.

La Defensa del puerto de Manila y la bahía de Subic (“Defensa costera de Manila y bahía Subic” hasta 1925) fue el comando de la defensa del puerto, parte del Departamento de Filipinas del Ejército de los Estados Unidos desde cerca de 1910 hasta el inicio de la Segunda Guerra Mundial.

## Antecedentes y construcción
La junta de fortificaciones dirigida por William H. Taft recomendó que los puertos clave de los territorios adquiridos después de la Guerra Hispano-Estadounidense fueran fortificadas, concretamente las siguientes islas: El Fraile, Carabao, Corregidor, Grande y Caballo. En la zona de las Filipinas, debían ser fortificadas e incorporadas en la defensa de Manila y la bahía Subic, protegiendo las bases de la flota asiática y de los territorios de las Filipinas, cuya capital y puerto clave era Manila; de 1922 parte de la defensa eran los Philippine Scouts, que primariamente estaba compuesta por hombres enlistados en las Filipinas y oficiales estadounidense.

## Defensas del puerto durante la Segunda Guerra Mundial
En julio de 1941 estas unidades eran comandadas por el mayor general George F. Moore, que comandaba el comando de artillería costera de las Filipinas (Philippine Coast Artillery Command), cuya base de mando estaba en Fort Mills, en Corregidor. Este comando incluía Fort Hughes (Isla Caballo), Fort Drum (Isla el Fraile) y Fort Frank (Isla Carabao), en la entrada de la Bahía de Manila, como también Fort Wint (Isla Grande), en la entrada de la Bahía de Subic. En ese momento estaban asignadas a las defensas del puerto alrededor de 4 967 soldados.
Las unidades de defensa del puerto fueron fuertemente comprometidas durante la invasión japonesa de 1941-1942, particularmente las baterías Way y Geary en Corregidor, así como Fort Drum. Sin embargo, las instalaciones de defensa costera eran vulnerables a ataques aéreos y ataques de artillería en ángulo alto, y Corregidor, como los remanentes de la fuerza filipino-estadounidense, se rindió el día 6 de mayo de 1942.

## Defensas antiaéreas
El comandante de artillería costera, el mayor general Joseph A. Green, recomendó reasignar elementos de la defensa del puerto a defensa antiaérea, pero la propuesta fue rechazada. El departamento de guerra tenía la intención de enviar otros tres regimientos AA y dos cuarteles generales de la brigada; sin embargo, esto no fue completado antes de la invasión japonesa de 1941.
Con la excepción de las áreas cubiertas por el 60.º y el 200.º regimiento de artillería costera (antiaérea), las islas filipinas eran virtualmente indefensas contra un ataque aéreo.

## Campo minado
Manila y la bahía Subic poseían un campo minado operado por el ejército; este campo minado estaba diseñado para detener todos los navíos, con excepción de submarinos y navíos de superficie de bajo calado.